# Aranciata (singolo)
Aranciata è un singolo della cantante italiana Madame, pubblicato il 9 giugno 2023 come secondo estratto dal secondo album in studio L'amore.

## Descrizione
Il testo narra, tramite un racconto in prima persona, di una figlia che rimpiange il rapporto perduto con un padre che non ha saputo amarla, tra un legame spezzato dall'egoismo, i ricordi del passato e un disperato senso di appartenenza.

## Video musicale
Il video musicale, diretto da Martina Pastori, è stato reso disponibile il 15 giugno 2023 attraverso il canale YouTube della cantante ed è stato girato nel Parco regionale Campo dei Fiori.

## Tracce
Testi di Francesca Calearo e Michele Zocca, musiche di Michele Zocca.
1. Aranciata – 3:14

## Classifiche
| Classifica (2023) | Posizione massima |
| ----------------- | ----------------- |
| Italia            | 39                |